# Kasteel Oude Wal

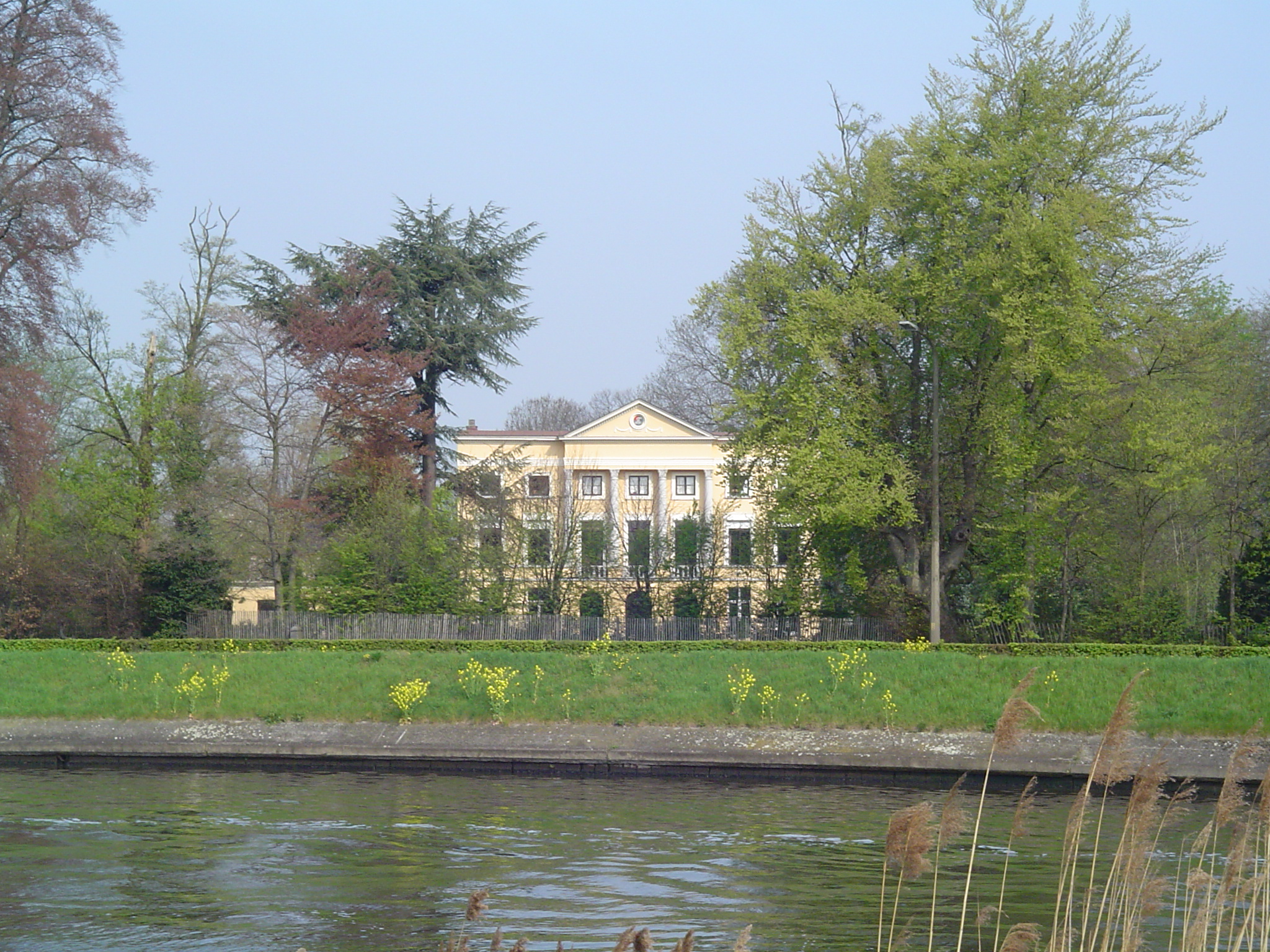
Kasteel Oude Wal

Het Kasteel Oude Wal is een kasteel in de tot de Oost-Vlaamse gemeente Lievegem behorende plaats Lovendegem, gelegen aan de Koning Leopoldstraat 46.

## Geschiedenis
Dit kasteel werd gebouwd in het derde kwart van de 18e eeuw in opdracht van P.J. Van Doorne, die notaris-procureur was. In het derde kwart van de 19e eeuw werd het kasteel vergroot en verfraaid in opdracht van B. Lentz-Penneman. Het verkreeg toen het statige uiterlijk met fronton en zuilen. Ook werd een bouwlaag toegevoegd. In de jaren '20 van de 20e eeuw werd het kasteel voorzien van een lage aanbouw.

## Gebouw
Het betreft een huis van drie bouwlagen onder plat dak en uitgevoerd in neoclassicistische stijl. Op het domein bevindt zich ook een wagenhuis.